# ロケットマン (映画)
『ロケットマン』（原題：Rocketman）は、2019年のイギリス・アメリカ合衆国の伝記ミュージカル映画。
イギリスのミュージシャン・エルトン・ジョンの半生を描く。デクスター・フレッチャー監督、タロン・エジャトンがエルトン・ジョンを演じる。タイトルはエルトン・ジョンのシングル「ロケット・マン」から。

## ストーリー
きらびやかな悪魔の衣装で、エルトン・ジョンは依存症のリハビリテーション・セッションに参加し、フラッシュバックの中、彼の人生を物語る（「あばずれさんのお帰り」）。
少年レジナルド・ドワイトは1950年代のイギリスで成長し、愛情に欠ける母シーラと、より愛情深い祖母アイヴィによって育てられる。レジナルドは音楽に興味を持ち、父スタンリーのために演奏することを願うが、父は息子にも彼の才能にも関心がない（「アイ・ウォント・ラヴ」）。
レジナルドはピアノのレッスンを始め、王立音楽院へ進学する。シーラの不倫の後、スタンリーは家族の元を去る。レジナルドは地元のパブでロック・ミュージックへの興味を持つ（「土曜の夜は僕の生きがい」）。長じたレジナルドはブルーソロジーというバンドに参加する。バンドは、アメリカのソウル・バンド、アイズレー・ブラザーズとパティ・ラベル&ブルーベルズのツアーのバックバンドとして雇われる。アイズレー・ブラザーズのリードシンガーであるロナルド・アイズレーは、レジナルドに、有名になりたいなら、曲を書き、過去を忘れるよう勧める。これにより、レジナルドは、エルトンをブルーソロジーのサックス奏者の名前から、ジョンをビートルズのジョン・レノンから取り、エルトン・ジョンに改名することをひらめく。
エルトンは作曲を始め、ディック・ジェイムズのレコード会社であるDJMレコードで、レイ・ウィリアムズのマネージメントの下で成功をつかもうとする。ウィリアムズはエルトンを作詞家バーニー・トーピンに紹介する。彼らは友人となり、共にアパートに引っ越し、曲作りに取り組む（「人生の壁」）。エルトンがホモセクシュアルであると明かすと、女家主との恋愛関係は終わり、彼とバーニーは追い出される。
エルトンとバーニーは、エルトンの祖母、母とその男友達のもとへ引っ越し、作曲を続け「ユア・ソング (僕の歌は君の歌)」を生む。ジェームズは彼らのために、ロサンゼルスのトルバドゥールでのコンサートを手配する。エルトンはトルバドゥールでの初舞台の前に緊張するが、観客は彼の演奏に熱狂する（「クロコダイル・ロック」）。エルトンは成功に歓喜するが、バーニーが女性と一緒に過ごすためパーティを抜け出すと、取り残された気分になる（「可愛いダンサー (マキシンに捧ぐ)」）。彼はジョン・リードに接近される。彼らはベッドを共にし、後に再会する。
リードの影響により、エルトンは放蕩生活へ落ちていくスパイラルに入るが、同時に彼のキャリアは新たな高みに上る（「ホンキー・キャット」）。エルトンはきらびやかで突飛なステージ用の人格を作り上げ、1970年代に最も成功したアーティストの一人となる。エルトンのマネージャーになった後、リードによる干渉は増長し、明らかな濫用となる。リードはエルトンにゲイであることを両親に明かすよう主張し、エルトンは父に連絡を取る。父は新しい家庭を持つが、それでもエルトンに全く興味を示さない。取り乱したエルトンは母に電話し、ゲイであることを告げる。彼女はすでにわかっていたと知らせるが、エルトンに、彼は永遠に愛されることはないだろうと告げる。両親の問題と同様に、リードの身体的および精神的虐待に苦しみ、エルトンはアルコール、コカイン、マリファナ、買い物、性行為にふけり、苦悩や孤独から逃げようとするが、気分のむらと短気で友人は遠ざかっていく（「ピンボールの魔術師」）。
エルトンは、リードが他の男性と浮気していることを知り、関係を断つが、マネージャーを続けることは許す。パーティの間、彼はドラッグとアルコールを過剰に摂取し、自宅のプールに飛び込んで自殺を図る。彼は病院に急送されるが、その後ドジャー・スタジアムのステージで演奏をやり抜く（「ロケット・マン」）。
エルトンはさらにドラッグ、アルコール、孤独の日々に陥っていく。彼は親しい女友達レネーテとつかの間の結婚をするが、彼の同性愛のため関係は終わる（「僕の瞳に小さな太陽」）。彼は母そしてバーニーと衝突する（「悲しみのバラード」）。エルトンの処方薬とアルコールへの依存は、心臓発作という結果をもたらす。人生が制御不能であることに気づき、エルトンは助けを求める（「グッバイ・イエロー・ブリック・ロード」）。彼はリハビリテーションのため入院し、両親やリードの手助けがもう不要であることに気づく。エルトンは新しい歌詞を届けに来たバーニーと再び友情を温める。エルトンはアルコールやドラッグなしでは演奏や作曲ができないのではないかと心配するが、「アイム・スティル・スタンディング」を書き、成功したキャリアに戻る。
エピローグでは、エルトンは28年以上禁酒していること、しかし「まだ買い物に問題がある」ことが述べられる。彼はバーニーと親友のままであり、デヴィッド・ファーニッシュと結婚し、二人の子供を持ち、ついに申し分なく愛されている。

## キャスト
※括弧内は日本語吹替。
- エルトン・ジョン: タロン・エガートン（木村昴） - ミュージシャン。
- バーニー・トーピン: ジェイミー・ベル（福田賢二） - エルトンの音楽パートナー。作詞家。
- ジョン・リード（英語版）: リチャード・マッデン（川田紳司） - エルトンのマネージャー。
- アイヴィ: ジェマ・ジョーンズ（久保田民絵） - エルトンの母方の祖母。
- シーラ・アイリーン: ブライス・ダラス・ハワード（松谷彼哉） - エルトンの母。
- ディック・ジェームズ（英語版）: スティーヴン・グレアム - 音楽プロデューサー。
- スタンリー: スティーヴン・マッキントッシュ（栗田圭） - エルトンの父。
- ダグ・ウェストン（英語版）: テイト・ドノヴァン - トルバドゥール（英語版）のオーナー。ディックの旧友。
- レイ・ウィリアムズ（英語版）: チャーリー・ロウ（佐々木拓真） - 若手音楽プロデューサー。ディックの部下。
- フレッド: トム・ベネット（英語版）（斉藤次郎） - シーラの愛人。2番目の夫に。
- ウィルソン: ジェイソン・ペニークック（英語版） - 米国のソウルシンガー。

## 製作
企画の段階では主演としてジャスティン・ティンバーレイクが候補に挙がり、マイケル・グレイシー監督（最終的にはエグゼクティブ・プロデューサーとしてクレジット）の下で製作が本格的に動き始めた時にはトム・ハーディに一旦決まったものの、ハーディの歌唱力不足や役に対して年齢が高すぎたことなどから、プロデューサーのマシュー・ヴォーンの提案とデクスター・フレッチャー監督の後押しによってタロン・エガートンに決まった 。

## 作品の評価

### 映画批評家によるレビュー
批評家からの評価は概ね高い。
Rotten Tomatoesによれば、批評家の一致した見解は「『ロケットマン』のようにアーティストの人生の上がり下がりを捉えたロック伝記映画が生まれるまでには、長い長い時間がかかるだろう（It's going to be a long, long time：本作のタイトルになった曲「ロケット・マン」より）。」であり、367件の評論のうち、高く評価しているのは89%にあたる327件で、平均して10点満点中7.63点を得ている。Metacriticによれば、49件の評論のうち、高評価が35件、賛否混在が13件、低評価が1件、平均して100点満点中69点を得ている。

### 受賞歴
第77回ゴールデングローブ賞においてミュージカル・コメディ部門の作品賞と主演男優賞（タロン・エジャトン）、主題歌賞の3部門にノミネートされ、主演男優賞と主題歌賞を受賞している。
第25回クリティクス・チョイス・アワードにおいて衣装デザイン賞とメイクアップ&ヘア賞、歌曲賞の3部門にノミネートされ、歌曲賞を受賞している。
第73回英国アカデミー賞において主演男優賞（タロン・エジャトン）と英国作品賞、音響賞、メイクアップ＆ヘア賞の4部門にノミネートされている。
第92回アカデミー賞では歌曲賞を受賞。